# Ligne C-3 (Cercanías Bilbao)
Pour les articles homonymes, voir Ligne C3.
La Ligne C-3 des Renfe Cercanías est l'une des trois lignes des Cercanías Bilbao.

## Voir également
- Renfe Cercanías Bilbao
- Bilbao Ría 2000
- Ligne C-1 (Cercanías Bilbao)
- Ligne C-2 (Cercanías Bilbao)